# Prosper Karangwa
Prosper Karangwa (Bujumbura, 17 maggio 1978) è un ex cestista e dirigente sportivo burundese con cittadinanza ruandese naturalizzato canadese.

## Carriera
Con il Canada ha disputato i Campionati mondiali del 2002 e due edizioni dei Campionati americani (2001, 2003).

## Palmarès
- ProB (2007, 2008)